# Мејзвил (Јужна Каролина)
Мејзвил (енгл. Mayesville) град је у америчкој савезној држави Јужна Каролина.

## Демографија
По попису из 2010. године број становника је 731, што је 270 (-27,0%) становника мање него 2000. године.
| Група             | 2000.       | 2010.       |
| Белци             | 127 (12,7%) | 109 (14,9%) |
| Афроамериканци    | 861 (86,0%) | 607 (83,0%) |
| Азијати           | 3 (0,3%)    | 1 (0,1%)    |
| Хиспаноамериканци | 6 (0,6%)    | 16 (2,2%)   |
| Укупно            | 1.001       | 731         |